# تایرا نو مونه‌موری
تایرا نو مونه‌موری (به ژاپنی: 平 宗盛 Taira no Munemori); ۱ ژانویهٔ ۱۱۴۷ – ۱۹ ژوئیهٔ ۱۱۸۵) وارث تایرا نو کیوموری و یکی از فرماندهان خاندان تایرا در جنگ گنپی اهل ژاپن بود.
در حالی که پدرش تایرا نو کیوموری در بستر مرگش قرار داشت، در میان آخرین خواسته‌هایش اعلام کرد که پس از مرگ وی تمام امور خاندان در دست مونه‌موری قرار گیرد. پسر مورد علاقه و پسر بزرگش، تایرا نو شیگه‌موری، درگذشته بود، و بنابراین مونه‌موری در خط بعدی بود.
در سال ۱۱۸۳، گروهی از خاندان رقیب یعنی خاندان میناموتو قدرتشان افزایش پیدا کرد و میناموتو نو یوشیناکا و میناموتو نو یوکی‌ایه پایتخت را محاصره گردند. پس از فرار و پناهندگی امپراتور گو شیراکاوا به طرف خاندان میناموتو، مونه‌موری همراه با نیروهای خود همراه با خواهرزادهٔ خویش، امپراتور کودک امپراتور آنتوکو از پایتخت گریخت. در ماه سپتامبر خاندان تایرا یک دربار موقت در کیوشو و سپس در تاکاماتسو، کاگاوا تأسیس کرد. مونه‌موری تقریباً در هر نبرد جنگ گنپی شرکت کرد و در نبرد دان نو اورا اسیر شد و در سال ۱۱۸۵ گردن زده شد.